# Shun Nishigaki
Shun Nishigaki é um compositor de música de vídeo-games.

## Lista de Trabalhos
- Biohazard Sound Chronicle (2005)
- Dino Crisis (1999)
- Resident Evil 2 (1998)
- Super Puzzle Fighter II Turbo (1996)
- Street Fighter Zero (1995)
- X-Men: Children of the Atom (1994)
- Captain Commando (1991)